# Защита
Защитата е всяка мярка, предприета, за да се предпази нещо от щети, причинени от външни сили. Защитата може да бъде осигурена на физически обекти, включително и на организми, на системи и на нематериални неща като граждански и политически права. Въпреки че механизмите за осигуряване на защита се различават значително, основното значение на термина остава същото. Това е илюстрирано чрез обяснение, намерено в ръководство при електрическо окабеляване:
Някакъв вид защита е характерна за всякакъв вид живи същества, понеже живите същества са разработили поне някои защитни механизми за противодействие на вредните влияния на околната среда, като например ултравиолетовата светлина .  Биологичните мембрани като кората по дървета и кожата върху животни предлагат защита от различни заплахи, като кожата играе ключова роля и при защитата на организмите срещу патогени  и при прекомерна загуба на вода.  Допълнителни структури като люспи и коса предлагат допълнителна защита от елементите и от хищници, като някои животни имат елементи като шипове или камуфлаж, служещи изключително като адаптация срещу хищници. Много животни допълват защитата, осигурена от тяхната физиология, като ровят или по друг начин приемат местообитания или поведение, които ги изолират от потенциални източници на вреда. Първоначално хората са започнали да носят дрехи и да строят заслони в праисторически времена за защита от стихиите.  И хората, и животните често са загрижени за защитата на другите, като възрастните животни са особено склонни да се стремят да защитят малките си от природни бедствия и от хищници.
В сферата на дейност на човека концепцията за защита е разширена до неживите обекти, включително технологични системи като компютри, и до нематериални неща като интелектуалната собственост, вярвания и икономическите системи. Хората се стремят да защитят местата с историческо и културно значение чрез исторически усилия за опазване, а също така се интересуват от опазването на околната среда от щети, причинени от човешка дейност, и от защитата на Земята като цяло от потенциално вредни обекти от космоса.

## Физическа защита

### Защита на обекти
- Противопожарна защита, включително пасивни мерки за противопожарна защита, като например физически защитни стени и огнеупорност, и активни мерки за противопожарна защита, като например противопожарни системи.
- Хидроизолация, чрез нанасяне на повърхностни слоеве, които отблъскват водата.
- Устойчивост на гниене и ръжда
- Устойчивост на топлопроводимост
- Устойчивост на удар
- Радиационна защита, при защита на хората и околната среда от радиация
- Устойчивост на прах

### Защита на хората
- Близка защита, физическа защита и сигурност от опасност за много важни лица
- Защита при катерене, мерки за безопасност при катерене
- Дипломатическа защита
- Защита на източниците при журналистиката
- Лични предпазни средства
- Безопасни сексуални практики за осигуряване на сексуална защита срещу бременност и болести, особено при използването на презервативи
- Луксозна защита, мерки за сигурност, взети, за да се гарантира безопасността на важни лица
- Защита от рекет, престъпна схема, включваща размяна на пари от „защита“ срещу насилие
- Право на убежище, защита на търсещите убежище от преследване от политически групи и осигуряване на съответното безопасно преминаване
- Тормоз на работното място или заетост, защита на хората на работното им място, като например да бъдат уволнени за противопоставяне, помощ и оплаквания от практиките на работното място

## Защита на системите

### Защита на технологичните системи
Защитата на технологичните системи често се символизира с помощта на икона на катинар, като например „🔒“, или изображение на самия катинар.
- Механизъм за защита, в компютърните науки. В компютърните науки разделянето на защитата и сигурността е избор на съответния дизайн. Уилям Улф определи защитата като механизъм, а сигурността като политика . [5]
- Защита на електроенергийната система, в енергетиката
- Начин на капсулиране при обектно-ориентирано програмиране

### Защита на екологичните системи
- Опазване на околната среда, практиките при опазване на природната среда

### Защита на социалните системи
- Защита на потребителите, закони, регулиращи продажбите и кредитни практики, имащи отношение към потребителите.
- Протекционизъм, икономическа политика за защита на пазара на страната от външни конкуренти.
- Защита на правата по отношение на гражданските и политическите му права.
- Защита на данните чрез мерки за поверителност на информацията.
- Защита на интелектуалната собственост .